# Mark Guthrie

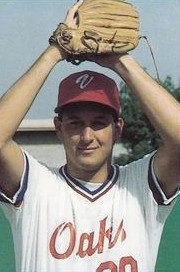
Imagem da ex-jogador de beisebol norte-americano Mark Guthrie.

Mark Guthrie é um ex-jogador profissional de beisebol norte-americano.

## Carreira
Mark Guthrie foi campeão da World Series 1991 jogando pelo Minnesota Twins. Na série de partidas decisiva, sua equipe venceu o Atlanta Braves por 4 jogos a 3.